# Owe Nilsson
Owe Jan Nilsson, född 23 april 1955 i Högalids församling, Stockholm, är en svensk journalist. Han var under 38 år anställd som politisk reporter på TT Nyhetsbyrån.
Nilsson började på Tidningarnas Telegrambyrå (TT) år 1985, där han bevakade svensk politik under nio statsministrar och regeringar, från Olof Palme till Ulf Kristersson. Han sade upp sig i december 2023 med anledning av en tvist med sin arbetsgivare, efter ett Twitterinlägg som TT uppfattade som ett politiskt ställningstagande.
Därefter har han bland annat skrivit i Göteborgs-Posten.
SVT:s reporter Mats Knutson har beskrivit honom som "en av de i särklass mest kunniga, smarta och erfarna politikreportrar som finns i vårt land". Journalisten Rolf van den Brink skrev i branschorganet Dagens Opinion att Owe Nilsson var "en av landets mest renommerade politiska reportrar".

## Twittrande reporter
Owe Nilsson har varit aktiv på plattformen X där han ofta uppmärksammat och kommenterat aktuella politiska och medierelaterade frågor. I november 2024 hade han drygt 60 000 följare på X.
I Mediaeakademins kartläggning av makt på sociala medier 2024 (Maktbarometern) rankades han på plats nummer 16. Han förekom för första gången i Maktbarometerns årliga rapporter år 2019, då på plats 41.
På X har han haft en friare stil än många andra nyhetsreportrar som är aktiva på plattformen. Bland annat blev han omskriven efter att han på X frågat ett kvinnligt statsråd om hon åt middag naken efter att hon 2013 i ett inlägg på X skrivit att man inte behövde någon tröja vid en middag en ljummen kväll på Kanarieöarna. Efter att Nilsson år 2018 kritiserat Expressens politikreporter Niklas Svensson på X uppmanades han av TT:s ledning att sluta twittra, vilket han också gjorde under en tid.
I början av december 2023 tweetade Nilsson kritiskt om att regeringen Kristersson inte skulle förlänga stödet till Svenska kommittén mot antisemitisms utbildningsprojekt kring hågkomstresor. Arbetsgivaren ansåg att Nilsson hade tagit ställning mot regeringen på ett sätt som inte var förenligt med att vara politisk reporter på TT. Regeringskansliet hade kontaktat TT för att framföra kritik, men TT förnekade att någon politisk påtryckning ägt rum.  Efter händelsen beskrev båda parter det som att de kommit överens om att Nilsson skulle avsluta sin anställning.